# La Conne
Pour les articles homonymes, voir Conne.
La Conne est une ancienne commune française, intégrée à celle de Bergerac, dans le département de la Dordogne.

## Géographie

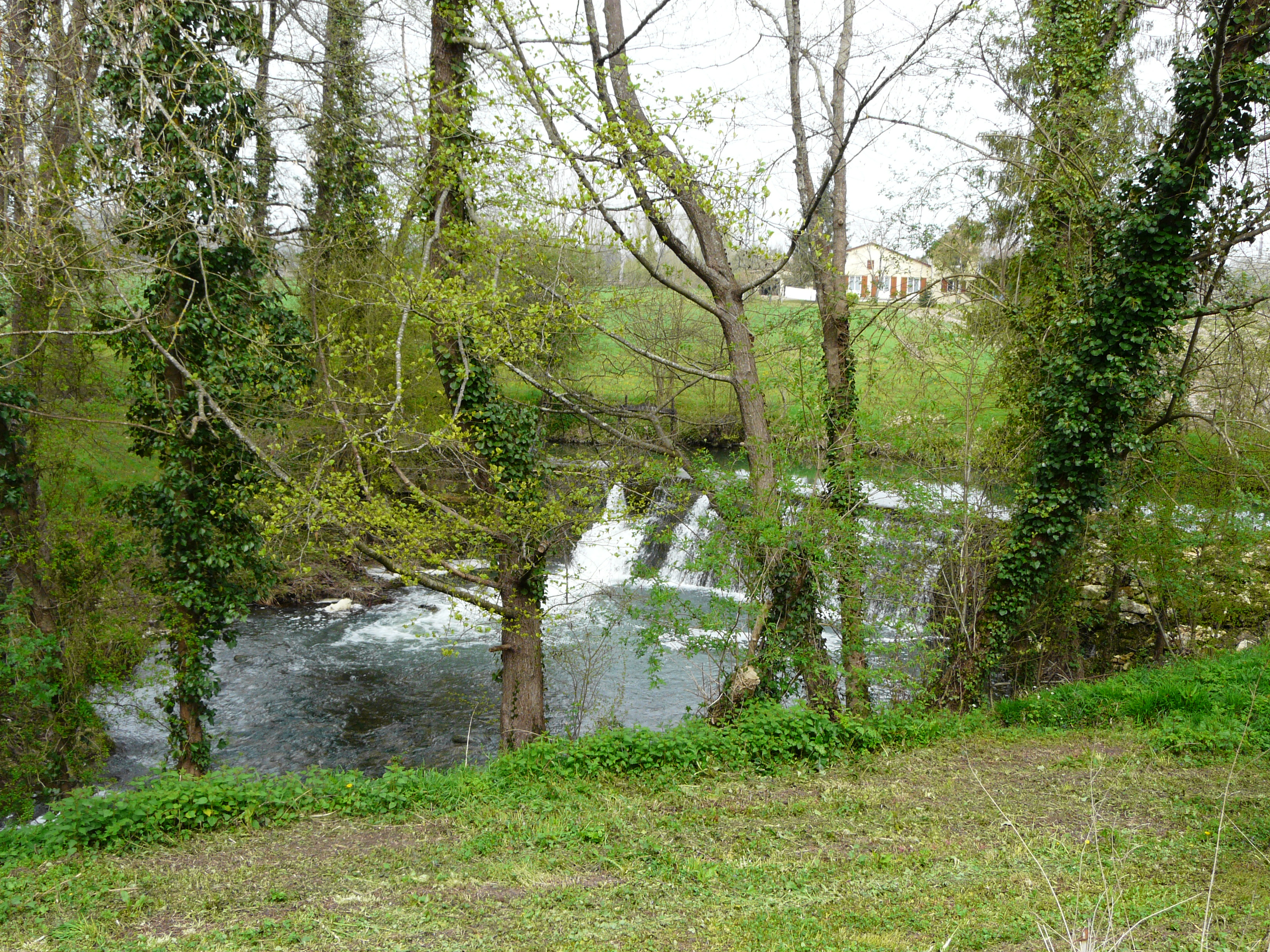
Le ruisseau de la Conne en contrebas du bourg de la Conne.

Le quartier de la Conne correspond à la partie sud-est de la commune de Bergerac, notamment à celle de l'emprise de l'aéroport de Bergerac-Roumanière. L'ancienne commune était limitée au nord par la Dordogne, à l'est par la commune de Cours-de-Pile, au sud-est par Saint-Nexans, au sud par Colombier, au sud-ouest par Monbazillac et à l'ouest par les anciennes communes de Saint Christophe de Monbazillac et La Madeleine (intégrées à Bergerac). La Conne, petit cours d'eau, marque la limite orientale, arrose le quartier et conflue avec la Dordogne au nord-ouest.

## Toponymie
Le lieu est mentionné sous différentes appellations : Cona, en 1385, La Conne-lez-Bergerac, puis la Cosne en 1625 et Cône en 1873.

## Histoire
Ancienne paroisse, La Conne devient une commune à la Révolution française en 1790 et fusionne avec Bergerac quelques années après.

## Lieux et monuments
- Église Notre-Dame-de-la-Nativité[5].
- Le cimetière[7].

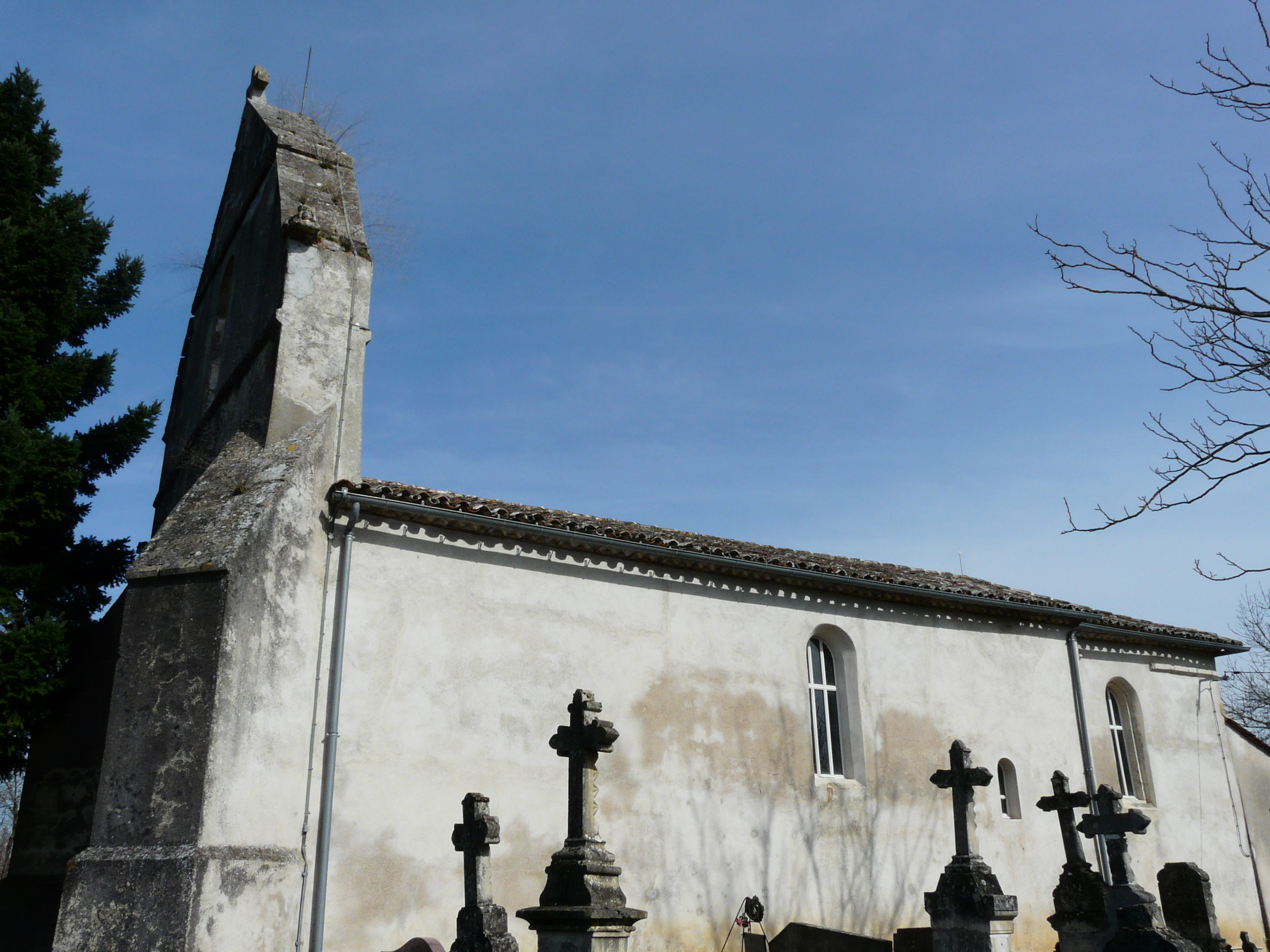
L'église Notre-Dame-de-la-Nativité.
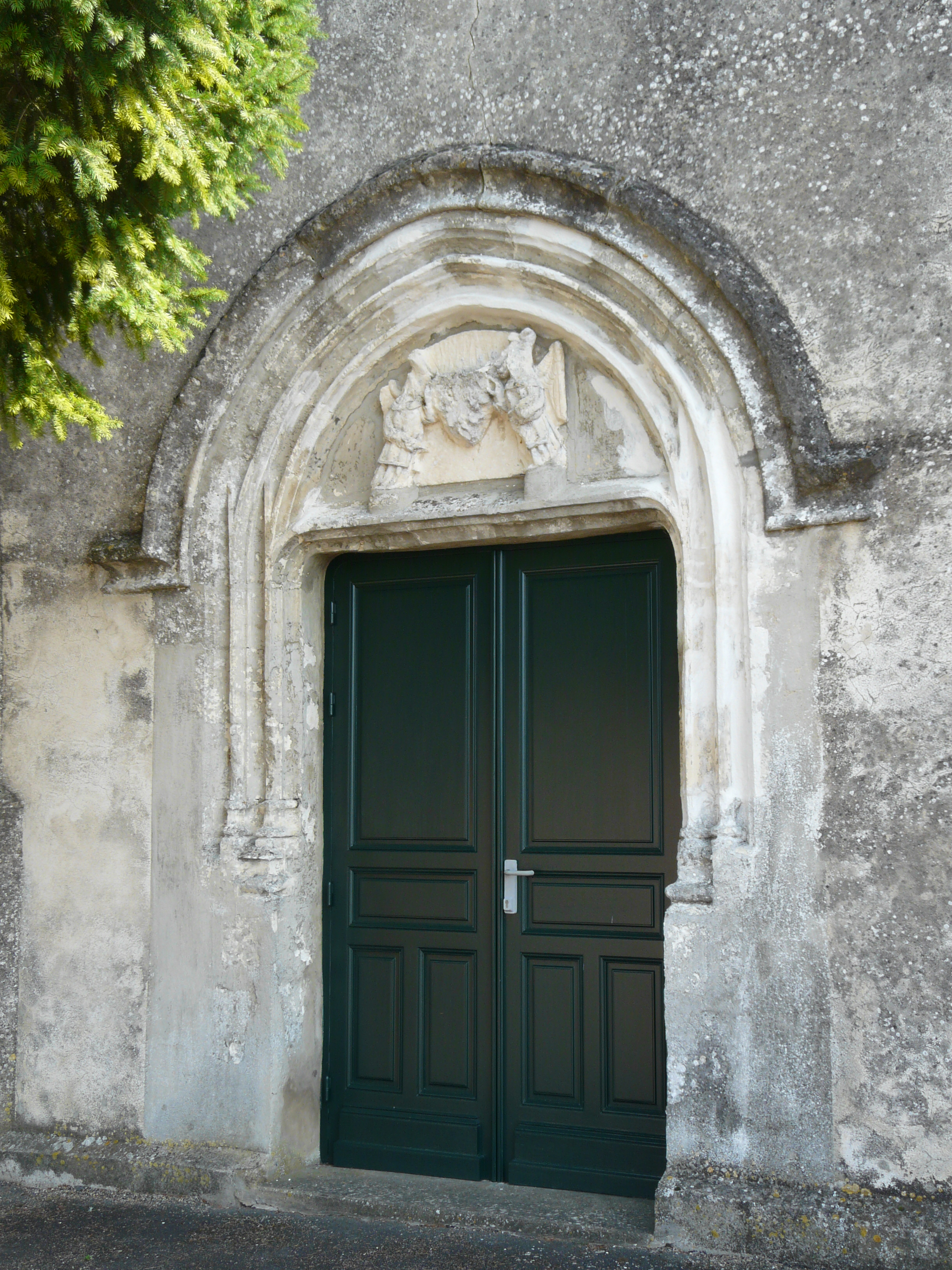
Son portail.
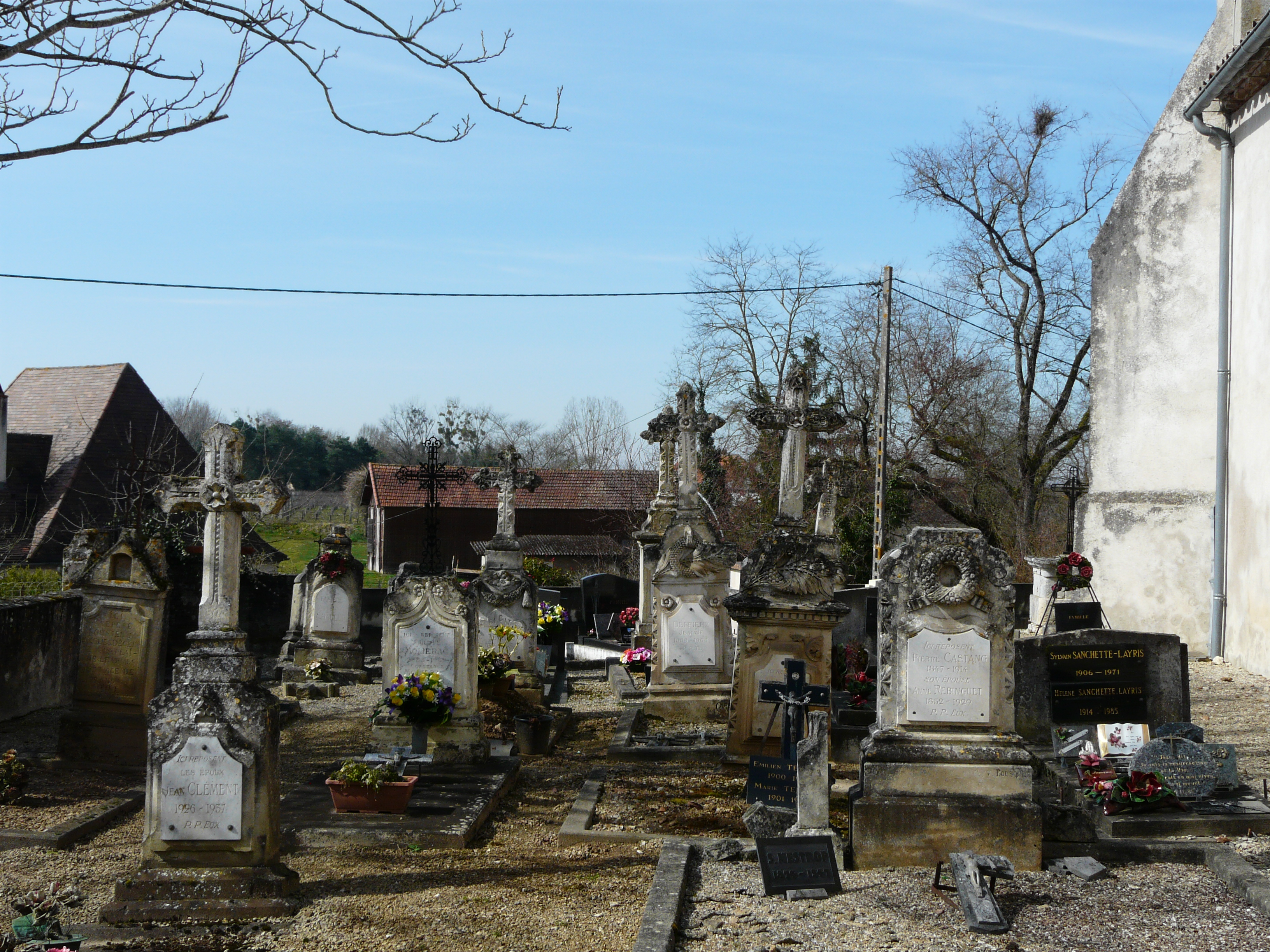
Son cimetière.